# Eleições estaduais em Goiás em 1986
As eleições estaduais em Goiás em 1986 ocorreram em 15 de novembro como parte das eleições gerais no Distrito Federal, 23 estados e nos territórios federais do Amapá e Roraima. Foram eleitos o governador Henrique Santillo, o vice-governador Joaquim Roriz, os senadores Iram Saraiva e Irapuan Costa Júnior, além de 17 deputados federais e 41 deputados estaduais numa ampla vitória do PMDB na disputa pelo Palácio das Esmeraldas.
Médico formado pela Universidade Federal de Minas Gerais com especialização em pediatria, o novo governador construiu sua carreira política no MDB elegendo-se vereador em Anápolis em 1966 e prefeito do município em 1970. Depois venceu a eleição para deputado estadual em 1974 e senador em 1978 e com o retorno ao pluripartidarismo integrou o PT por oito meses até optar pelo PMDB. Fortalecido pela vitória de seu irmão, Ademar Santillo, na eleição para prefeito de Anápolis em 1985, obteve o apoio do ministro da Agricultura, Iris Rezende, do prefeito de Goiânia, Daniel Antônio, e do governador Onofre Quinan numa luta onde seu maior rival, o senador Mauro Borges, concorreu pelo PDC que abrigou uma dissidência do PMDB.
O vice-governador do estado é Joaquim Roriz, natural de Luziânia e formado em Economia na Universidade Federal de Goiás e em Direito pelo Centro Universitário de Brasília. Em sua cidade natal dirigiu o Departamento de Trânsito e foi chefe de gabinete do pai, o prefeito Lucena Roriz. Eleito vereador em 1961, filiou-se ao MDB, durante o Regime Militar de 1964, elegendo-se deputado estadual em 1978 e após militar no PT, optou pelo PMDB sendo eleito deputado federal em 1982 afastando-se da vice-governadoria para comandar a prefeitura de Goiânia, como interventor por desígnio de Henrique Santillo.
Nas eleições para a composição da bancada goiana no Congresso Nacional o PMDB elegeu os senadores Iram Saraiva e Irapuan Costa Júnior e conquistou 70% das vagas de deputado federal numa demonstração de força que permitiria o retorno de Iris Rezende ao governo nas eleições de 1990. Ressalve-se que em 19 de setembro de 1988, o vice-governador Joaquim Roriz licenciou-se para assumir o governo do Distrito Federal, por escolha do presidente José Sarney, e em 15 de novembro, o deputado Siqueira Campos foi eleito governador do novo estado do Tocantins.
O governo Henrique Santillo ficaria marcado pelo acidente radiológico de Goiânia em setembro de 1987 e a criação do estado do Tocantins por conta da Constituição de 1988.

## Resultado da eleição para governador
Segundo o Tribunal Regional Eleitoral de Goiás os 1.736.250 votos nominais foram distribuídos, estando indisponíveis dados sobre os votos em branco e os votos nulos:
| Candidatos a governador do estado | Candidatos a vice-governador  | Número | Coligação                                    | Votação | Percentual |
| --------------------------------- | ----------------------------- | ------ | -------------------------------------------- | ------- | ---------- |
| Henrique Santillo PMDB            | Joaquim Roriz PMDB            | 15     | (PMDB, PL, PSC, PN)                          | 993.494 | 57,23%     |
| Mauro Borges PDC                  | Joaquim Quinta PDC            | 17     | Movimento Democrático Goiano (PDC, PFL, PTB) | 592.776 | 34,13%     |
| Darci Accorsi PT                  | Mindé Badauy de Menezes PT    | 13     | PT (sem coligação)                           | 135.485 | 7,80%      |
| Paulo Arruda Vilar PCB            | Sérgio Soares PCB             | 23     | PCB (sem coligação)                          | 9.601   | 0,56%      |
| Eval Soares dos Santos PH         | Maria José de Lima Benetti PH | 19     | PH (sem coligação)                           | 4.894   | 0,28%      |
| Fontes:                           |                               |        |                                              |         |            |

## Resultado da eleição para senador
Foram apurados 3.107.754 votos nominais.
| Candidatos a senador da República  | Candidatos a suplente de senador                                 | Número | Coligação                                    | Votação | Percentual |
| ---------------------------------- | ---------------------------------------------------------------- | ------ | -------------------------------------------- | ------- | ---------- |
| Iram Saraiva PMDB                  | Jacques Silva PMDB Reovaldo de Souza Costa PMDB                  | 151    | (PMDB, PL, PSC, PN)                          | 973.728 | 31,33%     |
| Irapuan Costa Júnior PMDB          | Max Lânio Jaime PMDB Antônio Alves Queiroz PMDB                  | 152    | (PMDB, PL, PSC, PN)                          | 847.401 | 27,28%     |
| Moisés Abrão PDC                   | Adilson Antônio de Souza PDT Jaime Anapolino de Farias PDC       | 171    | Movimento Democrático Goiano (PDC, PFL, PTB) | 425.597 | 13,69%     |
| Maria Valadão PDS                  | Clodoveu Azevedo PDS Ismênia Maria Carneiro de Castro PDS        | 111    | PDS (sem coligação)                          | 365.091 | 11,75%     |
| Wolney Siqueira PFL                | Alcides Inácio Freitas PFL Hélio Seixo de Brito Júnior PFL       | 251    | Movimento Democrático Goiano (PDC, PFL, PTB) | 284.394 | 9,15%      |
| Athos Pereira da Silva PT          | Lourdes Lúcia Goi PT Geraldo de Souza Amado PT                   | 132    | PT (sem coligação)                           | 87.457  | 2,81%      |
| Augusto César Antunes de Franco PT | Sebastiana Lacerda Borges da Silva PT Maria Dalva de Andrade PT  | 131    | PT (sem coligação)                           | 77.755  | 2,50%      |
| Gercino Paulo dos Santos PCdoB     | Maria Auxiliadora Ferreira PCdoB Joaquim de Andrade Mendes PCdoB | 241    | PCdoB (sem coligação)                        | 29.869  | 0,96%      |
| José Fernandes Sobrinho PCB        | Jaceny Branco Ribeiro PCB Ana Francisca de Carvalho PCB          | 232    | PCB (sem coligação)                          | 16.462  | 0,53%      |
| Fontes:                            |                                                                  |        |                                              |         |            |

## Deputados federais eleitos
São relacionados os candidatos eleitos com informações complementares da Câmara dos Deputados.

Representação eleita
  PMDB: 12
  PDC: 3
  PFL: 2

Fonteː
| Deputados federais eleitos | Partido | Votação | Percentual | Cidade onde nasceu | Unidade federativa |
| Nion Albernaz              | PMDB    | 101.362 |            | Goiás              | Goiás              |
| Lúcia Vânia                | PMDB    | 84.688  |            | Cumari             | Goiás              |
| Mauro Miranda              | PMDB    | 60.707  |            | Uberaba            | Minas Gerais       |
| Pedro Canedo               | PFL     | 56.569  |            | Anápolis           | Goiás              |
| Naphtali Alves de Souza    | PMDB    | 56.430  |            | Morrinhos          | Goiás              |
| Antônio de Jesus           | PMDB    | 49.301  |            | Anápolis           | Goiás              |
| Paulo Roberto Cunha        | PDC     | 48.675  |            | Rio Verde          | Goiás              |
| José Freire                | PMDB    | 48.167  |            | Arraias            | Tocantins          |
| Jales Fontoura             | PFL     | 48.099  |            | Uberaba            | Minas Gerais       |
| Siqueira Campos            | PDC     | 43.483  |            | Crato              | Ceará              |
| Fernando Cunha             | PMDB    | 41.969  |            | Itumbiara          | Goiás              |
| Maguito Vilela             | PMDB    | 37.675  |            | Jataí              | Goiás              |
| Délio Braz                 | PMDB    | 36.645  |            | Luziânia           | Goiás              |
| Roberto Balestra           | PDC     | 36.614  |            | Inhumas            | Goiás              |
| João Natal                 | PMDB    | 31.828  |            | Macaúbas           | Bahia              |
| Aldo Arantes               | PMDB    | 30.046  |            | Anápolis           | Goiás              |
| Luiz Soyer                 | PMDB    | 29.121  |            | Inhumas            | Goiás              |
| Fontes:                    |         |         |            |                    |                    |

## Deputados estaduais eleitos
Na disputa pelas 41 vagas da Assembleia Legislativa de Goiás o PMDB conquistou vinte e sete vagas contra doze do Movimento Democrático Goiano e duas do PT.

Representação eleita
  PMDB: 27
  PDC: 6
  PFL: 5
  PT: 2
  PDS: 1

Fonteː
| Deputados estaduais eleitos      | Partido | Votação | Percentual | Cidade onde nasceu    | Unidade federativa |
| Frederico Jaime Filho            | PMDB    | 34.679  |            | Pirenópolis           | Goiás              |
| Mauro Antônio Bento              | PMDB    | 27.780  |            | Jataí                 | Goiás              |
| Manoel José de Oliveira          | PMDB    | 27.061  |            | Pires do Rio          | Goiás              |
| Brito Miranda                    | PMDB    | 22.180  |            | Pedro Afonso          | Tocantins          |
| Rubens Cosac                     | PMDB    | 20.253  |            | Ipameri               | Goiás              |
| Milton Alves Ferreira            | PMDB    | 20.230  |            | Patos de Minas        | Minas Gerais       |
| Solon Batista Amaral             | PMDB    | 18.862  |            | Anápolis              | Goiás              |
| João Ribeiro                     | PFL     | 17.475  |            | Campo Alegre de Goiás | Goiás              |
| Hagaús Araújo                    | PMDB    | 17.428  |            | Patos de Minas        | Minas Gerais       |
| Anapolino de Faria               | PMDB    | 17.145  |            | Anápolis              | Goiás              |
| Divino Nogueira Vargas           | PMDB    | 17.060  |            | Iporá                 | Goiás              |
| Carlos Rosemberg Gonçalves       | PMDB    | 16.905  |            | Anápolis              | Goiás              |
| Aparecido Antônio de Paula       | PMDB    | 16.702  |            | Inhumas               | Goiás              |
| João da Cruz                     | PMDB    | 16.569  |            | Brejinho de Nazaré    | Tocantins          |
| Antônio Faleiros                 | PMDB    | 16.500  |            | Estrela do Sul        | Minas Gerais       |
| Ângelo Rosa Ribeiro              | PMDB    | 15.868  |            | Quirinópolis          | Goiás              |
| José Alberto Borges              | PMDB    | 15.749  |            | Jataí                 | Goiás              |
| José Roriz Aguiar                | PMDB    | 15.456  |            | Luziânia              | Goiás              |
| Totó Cavalcante                  | PMDB    | 15.297  |            | Corrente              | Piauí              |
| Walter José Rodrigues            | PMDB    | 15.113  |            | Luziânia              | Goiás              |
| Virmondes Cruvinel               | PMDB    | 14.397  |            | Hidrolândia           | Goiás              |
| Victor Ricardo de Araújo         | PMDB    | 14.167  |            | Tiros                 | Minas Gerais       |
| Mário de Castro Filho            | PMDB    | 13.946  |            | Formosa               | Goiás              |
| Romualdo Santillo                | PMDB    | 13.921  |            | Ribeirão Preto        | São Paulo          |
| Arédio Teixeira Duarte           | PMDB    | 13.758  |            | Catalão               | Goiás              |
| Ronaldo Jaime                    | PMDB    | 13.595  |            | Pirenópolis           | Goiás              |
| Eurico Barbosa dos Santos        | PMDB    | 13.121  |            | Morrinhos             | Goiás              |
| Wagner Guimarães Nascimento      | PMDB    | 13.074  |            | Rio Verde             | Goiás              |
| Heli Dourado                     | PDC     | 12.633  |            | Buritis               | Minas Gerais       |
| Nerivaldo Costa                  | PDC     | 11.113  |            | Quirinópolis          | Goiás              |
| Valter Pereira Melo              | PDC     | 10.825  |            | Jaraguá               | Goiás              |
| Maria da Conceição Gayer         | PDC     | 10.034  |            | Caiapônia             | Goiás              |
| Vilmar Rocha                     | PFL     | 9.813   |            | Niquelândia           | Goiás              |
| Altamir Mendonça                 | PFL     | 9.682   |            | Pirenópolis           | Goiás              |
| Paulo Reis Vieira                | PDS     | 9.502   |            | Uberlândia            | Minas Gerais       |
| Sílvio Paschoal                  | PFL     | 9.192   |            | Catalão               | Goiás              |
| Álvaro Soares Guimarães          | PDC     | 9.088   |            | Itumbiara             | Goiás              |
| Jamil Miguel                     | PDC     | 8.985   |            | Ituverava             | São Paulo          |
| Cleuzita de Assis                | PFL     | 8.680   |            | Mineiros              | Goiás              |
| Athos Magno Costa e Silva        | PT      | 5.748   |            | Piracanjuba           | Goiás              |
| Antônio Carlos de Moura Ferreira | PT      | 4.920   |            | Araraquara            | São Paulo          |
| Fontes:                          |         |         |            |                       |                    |